# Osmia helicicola
Osmia helicicola là một loài Hymenoptera trong họ Megachilidae. Loài này được Robinaeau mô tả khoa học năm 1836.